# Rubinita
La rubinita és un mineral de la classe dels silicats. Rep el nom en honor del doctor Alan E. Rubin, un cosmoquímic pioner de la Universitat de Califòrnia.

## Característiques
La rubinita és un nesosilicat de fórmula química Ca₃Ti³⁺₂Si₃O₁₂. Va ser aprovada com a espècie vàlida per l'Associació Mineralògica Internacional l'any 2016 i va ser publicada a la revista internacional Mineralogical Magazine per Chi Ma et al. en el mes de març de 2025 amb el títol «Rubinite, Ca₃Ti³⁺₂Si₃O₁₂⁠, a new mineral in CV3 carbonaceous chondrites and a refractory garnet from the solar nebula». Cristal·litza en el sistema isomètric.
L'exemplar que va servir per a determinar l'espècie, el que es coneix com a material tipus, es troba conservat a la col·lecció de minerals de la divisió de ciències planetàries i geològiques de l'Institut Tecnològic de Califòrnia, a Pasadena (Califòrnia).

## Formació i jaciments
Va ser descoberta a partir de les mostres recollides a tres meteorits diferents: el meteorit Vigarano, trobat a Vigarano Pieve, dins la província de Ferrara (Emilia-Romagna, Itàlia), el meteorit Efremovka, recollit al districte de Pavlodar (Kazakhstan), i al meteorit Allende, a Pueblito de Allende (Chihuahua, Mèxic). Posteriorment també ha estat trobada a la terra, a Halamish wadi, a la conca de l'Hatrurim (Districte del Sud, Israel).